# Ryan Sheridan
Ryan Sheridan (* 28. Januar 1982) ist ein aus dem County Monaghan stammender irischer Sänger, Songwriter und Gitarrist.

## Leben

### Jugend
Sheridan begann, im Alter von sieben Jahren Geige zu spielen und spielte für einige Jahre irische traditionelle Musik mit der Comhaltas.
Mit 16 Jahren verließ er Irland um als Tänzer bei Riverdance mitzuwirken. Sheridan tourte für vier Jahre mit dem Ensemble durch die USA und verbrachte anschließend zwei Jahre als Akteur im Gershwin Theatre am Broadway.
Während seiner Zeit in New York begann er Musik zu schreiben sowie Gitarre zu spielen. 2004 zog er nach Glasgow, wo er die Rockband Shiversaint gründete. Zwei Jahre später kehrte Sheridan nach Irland zurück und lernte den polnischen Percussionisten und Cajónspieler Artur Graczyk kennen, welcher der Band beitrat.
Nachdem sich die Band aufgelöst hatte, blieb Sheridan für zwei Jahre der Musik fern und führte eine Veranstaltungshalle in seiner Heimatstadt Monaghan.

### Karriere
Sheridan und Graczyk wurden 2010 von ihrem zukünftigen Manager Brian Whitehead in Dublin entdeckt, als Whitehead die beiden in der Grafton Street eine Coverversion des Mumford-&-Sons-Songs Little Lion Man spielen hörte. Whitehead meldete Sheridans Song Machine beim SupaJam-Wettbewerb an, bei dem der Gewinner einen Auftritt beim Festival Internacional de Benicàssim in Spanien gewinnen konnte. Letztendlich setzte sich Machine gegen 3226 weitere Teilnehmer durch. Am 17. Juli trat er auf der Eastpak FIB Club Stage auf.
In Folge eines Showcase in The Academy in Dublin erhielt Sheridan einen Plattenvertrag bei Rubyworks Records. Die erste Single Jigsaw (2010) wurde von Billy Farrell (u. a. Westlife, The Corrs) produziert und war erfolgreich im irischen Radio sowie bei iTunes. Im Dezember 2010 spielte Sheridan seine erste Headliner-Tour in Irland. Außerdem trat er in der RTÉ-Two-Fernsehshow Other Voices auf.
Ryan Sheridans Debütalbum The Day You Live Forever erschien am 6. Mai 2011. Alle Songs des Albums wurden von Sheridan komponiert. Es beinhaltet die Singles Jigsaw und The Dreamer. Das Album stieg direkt auf Platz 2 der irischen Album-Charts ein und erreichte in Irland eine Goldene Schallplatte für 7500 verkaufte Tonträger. Der Song Take It All Back von diesem Album wurde später in der ersten Folge der vierten Staffel der RTÉ-One-Serie Raw verwendet. Der Song The Dreamer fand sich 2013 auf dem Soundtrack des irischen Spielfilms The Hardy Bucks Movie wieder.
Am 22. Mai 2011 trat Sheridan beim Konzert für US-Präsident Barack Obama am College Green in Dublin auf. Mit zwei Auftritten am 17. September 2011 war Sheridan der erste Künstler, der am selben Tag im Croke Park sowie Aviva Stadium spielte. Einen Tag später, am 18. September spielte er zudem zwei Songs beim All-Ireland-Senior-Football-Championship-Finale im Croke Park. Das Konzert am 5. November 2011 in The Academy war sein bis dato größtes Konzert in Dublin. Als Vorgruppen traten Die Singer-Songwriterin Sara Lou sowie Consumer Love Affair mit einem Gastauftritt des Crowded-House-Bassisten Nick Seymour und des Gitarristen Tomas Cosinski auf. In der Mitte des Auftritts wechselte Artur Graczyk vom Cajon ans Schlagzeug, und der Bassist Neil Dorrington erweiterte die Band für den Rest des Konzertes.
Ende 2011 veröffentlichte Sheridan eine Weihnachts-EP mit vier Songs unter dem Titel Walking in the Air. Die Verkaufserlöse kamen der irischen Make-A-Wish-Foundation zugute, für die Sheridan als Botschafter tätig ist. An Weihnachten befand sich die Single in den Top 10 der irischen Single-Charts.
Zu Beginn des Jahres 2012 ergänzte Gitarrist Nicky Brennan Sheridans Band. Im März trat Sheridan im RTÉ-Format Bród Club mit einer „gälischen“ Version von The Day You Live Forever auf.
Im Rahmen des ausverkauften Konzertes am 20. April 2012 im Olympia Theatre in Dublin wurde Sheridan mit Platin für mehr als 15.000 in Irland verkaufte Exemplare seines Albums The Day You Live Forever ausgezeichnet. Am 15. Juli spielte Sheridan sein erstes Konzert in London beim Hard Rock Calling Festival im Hyde Park.
2012 unterzeichnete Sheridan einen internationalen Plattenvertrag mit Universal Music Deutschland.
Im Jahr 2013 begleitete Sheridan Rea Garvey auf seiner Tour Can’t Stand the Silence – The Encore. Anschließend konnte er sich mit seinem Debütalbum und dem Debütsong Jigsaw in den deutschen Charts platzieren. Im Februar und März 2014 wurde die Day You Live Forever fortgesetzt. Nach der Tournee verließ Bassist Sean Brennan die Band und wurde durch Darren Sweeney ersetzt. Im April 2014 spielten Sheridan und seine Band im Rahmen des Bahrain Irish Festival in Bahrain und kehrten am 26. April nach Deutschland zurück, um mit einem 75-köpfigen Orchester für 6000 Gäste bei Pop meets Classic in Braunschweig zu spielen.
Sheridans zweites Studioalbum Here And Now 2015 veröffentlicht und erreichte die Spitze der irischen Album-Charts. Die Here And Now Tour führte Sheridan 2015 auch für 16 Tage nach Deutschland.
2018 begleitete Sheridan Rea Garvey auf dessen NEON-Tour. Parallel veröffentlichte er die digitale EP Ryan Sheridan. 2019 kam Ryan Sheridan im Frühjahr und Herbst auf Solo-Deutschland-Tour. Er kündigte für den Herbst 2020 eine weitere Deutschland-Tour an.
Die für 2020 geplante Love & War-Tour in Deutschland wurde wegen der COVID-19-Pandemie auf Mai 2022 verschoben. Vom 3.-22. Mai konnten schließlich 13 Konzerte stattfinden.
Vom 14.–29. Januar 2023 war Ryan Sheridan zur nächsten Konzertreihe in Deutschland. Während seiner Fused-Tour fanden elf Konzerte statt. Ab dem 23. September lief seine Preview Tour mit Konzerten in Deutschland und Irland bis zum 11. November. Bestandteil der Tour war auch ein Konzert in Bonn zum 20-jährigen Jubiläum der legendären Rockpalast-TV-Show. Dazu gab es eine Live-Übertragung seines Sets vom Crossroads Festival am 28. Oktober im WDR. Sein langjähriger Begleiter an den Drums war bei allen Veranstaltungen wie gewohnt Ronan Nolan.
Darüber hinaus sicherte sich Sheridan im Jahr 2023 für seinen Song Fine Wine bei den renommierten 19. International Acoustic Music Awards Auszeichnungen als Gewinner der Kategorien „Overall Artist“ und „Best Male“. Diese Auszeichnungen bestätigen Ryan Sheridans Status als herausragenden Künstler und bekräftigen seine Position als Vorreiter im Bereich der akustischen Musik.
Seine aktuelle Tour führt ihn vom 11. Oktober bis zum 15. Dezember 2024 wieder mit neun Konzerten durch Irland und zehn Konzerten durch Deutschland.

## Diskografie

### Alben
- The Day You Live Forever (2011)
- Here and Now (2015)
- Live in Dublin (2021)
- Americana (2022)
- Live At Rockpalast Crossroads Festival 2023 (2024)

### EPs
- Walking in the Air (2011)
- Ryan Sheridan Live In Cologne (2014)
- 1 × 1 (2016)
- Ryan Sheridan (2018)
- Spark (2019)
- Undercover (2024)

### Singles
- Jigsaw (2010)
- The Dreamer (2011)
- Stand Up Tall (2011)
- Walking in the Air (2011)
- Upside Down (2013)
- Home (2014)
- All of It (2017)
- Perfect Storm (2017)
- One By One (2017)
- Frozen in Time (2017)
- Walk Away (2019)
- Call My Name (2020)
- Kick Me When I’m Down (2020)
- Rock Salt & Nails (2020)
- When The Leaves Come Falling Down (2020)
- Fine Wine (2021)
- Seven Nation Army (2022)
- Time (20. Oktober 2023)

## Auszeichnungen für Musikverkäufe
- 2012: Platin-Schallplatte für das Album The Day You Live Forever[19]